# 横断幕

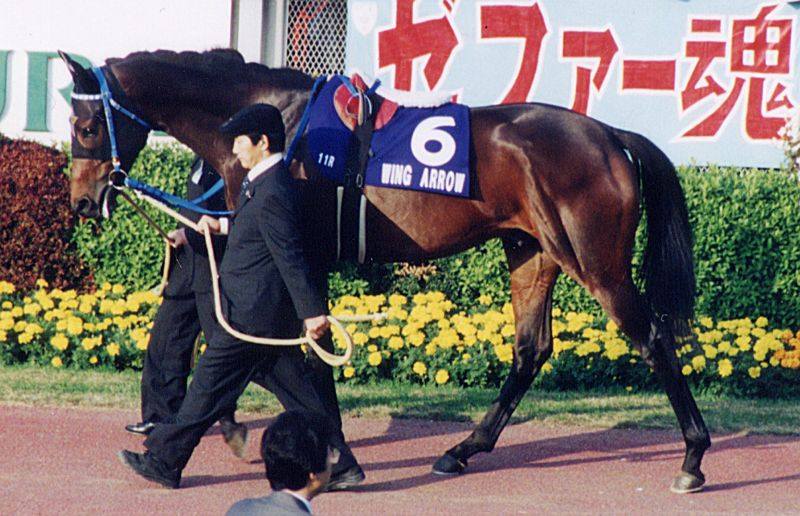
競馬における横断幕（画像右上）

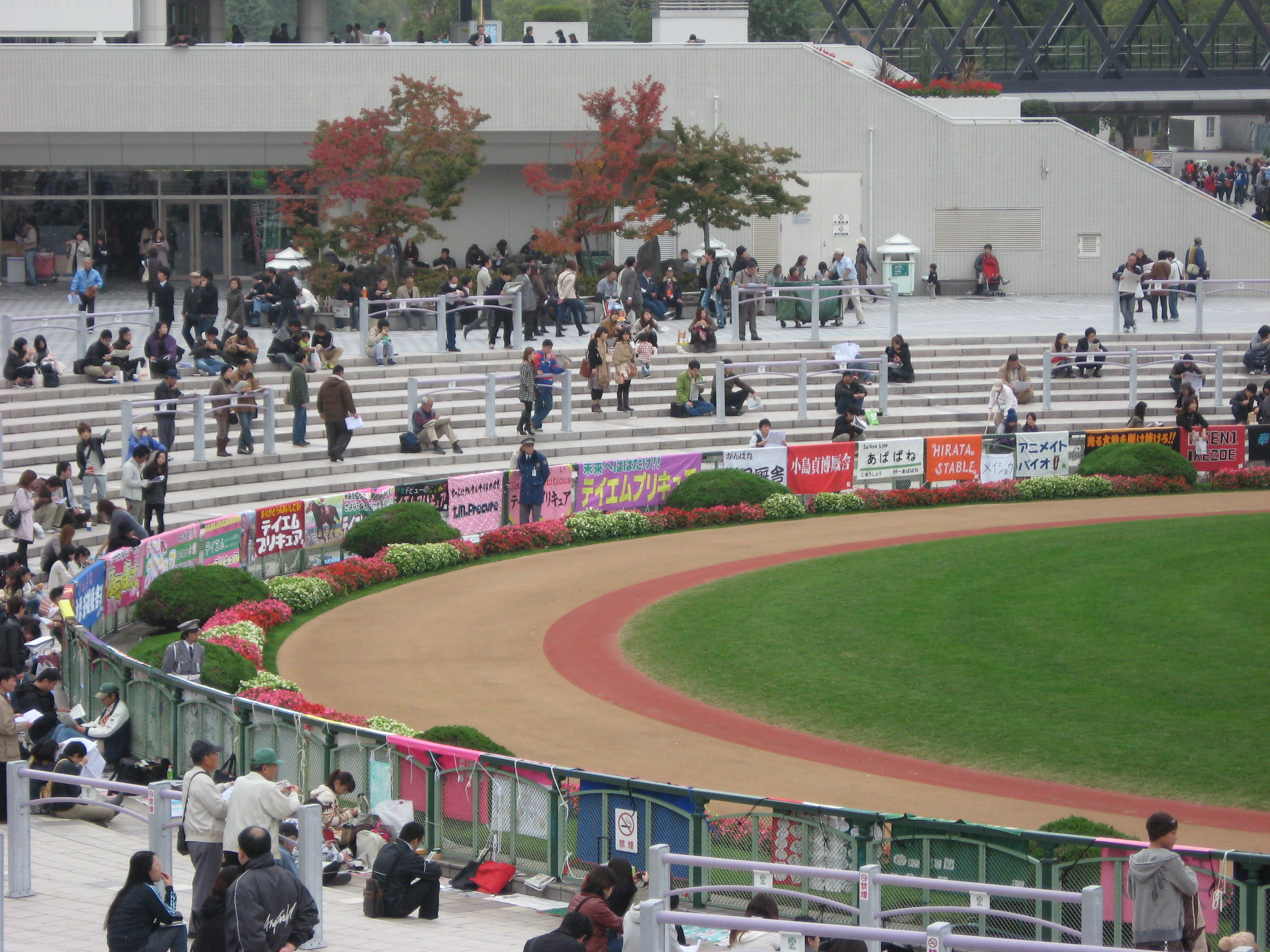
パドックに張られる横断幕（2010年11月14日、エリザベス女王杯当日）

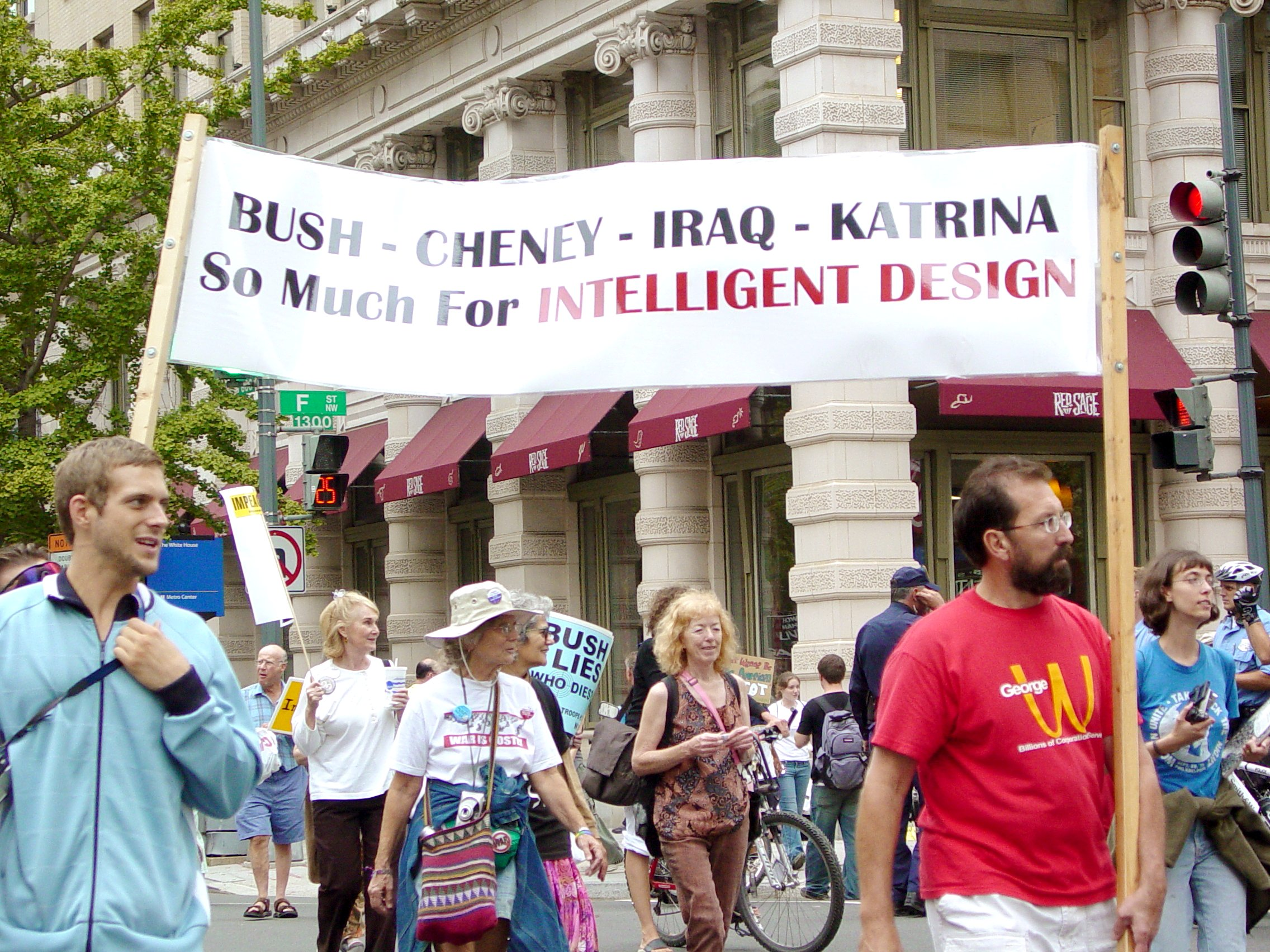
デモ活動で用いられる横断幕

横断幕（おうだんまく）とは、横長の布などに文字を書いて広く知らしめるための道具で、旗の一種である。横幕（よこまく）ともいう。なお、同様のものを縦長にしたものは懸垂幕（けんすいまく）もしくは垂れ幕（たれまく）という。
幟（のぼり）や旗なども宣伝告知の目的で使用されるという意味においては横断幕、懸垂幕と同じであるが、横断幕と懸垂幕が壁面などに固定して用いられるのに対し、幟や旗は手に持つ、もしくはポールに固定して用いられることが多い点が異なる。

## 用途
主に以下のような用途で用いられる。

### スポーツ、イベント、公営競技の応援用
様々なスポーツの試合会場において選手、チームを応援するために掲示される。まれに1枚の横断幕を複数の人が一緒に持って応援するケースなども見受けられるが、競技や施設により横断幕の設置が指定されている他、貼り付けの場合はハトメ（紐を括り付ける穴）か、養生テープのみ使用することを定めている。ガムテープの場合はテープの粘着痕が残ってしまうため使用を禁止しているところが多い（チームや大会によっては養生テープを含めテープ類の貼り付けそのものが禁止されているものもある）。
日本プロ野球では、大横断幕の設置は指定された私設応援団のみに限られ、一般ファンの横断幕を広げたり、フェンスやスタンドへの貼り付け・括り付けは殆ど許可されていない。理由は、後ろの観客に迷惑が掛かるとトラブルがあったため、現在では応援手旗、手振り旗、もしくは、ゲートフラッグ（ゲーフラ）と呼ばれている横断幕に左右にパイプを取付た幕　縦900mm×横600mmのものを個人で用意し、応援用に利用しているところが多い。もちろん、サッカー場でもゲーフラを用いているのも良く見かける。
またサッカー・ラグビーなどの球技場においては、大会のスポンサー企業の広告や非常口の表示灯などに被らない範囲で設置するように求めている。特にバックスタンド・ゴール裏の最前列はスポンサーの広告スペースに充てられているので、陸上競技場併用型でない限り貼り付けることができず、大抵はスタンドの中間にある手すりか、スタンド後方に取り付けなければいけない。
日本の競馬においては、パドックに競走馬や騎手、厩舎を応援する目的の横断幕が競馬ファンによって張られる。有名馬では複数枚張られることも珍しくなく、2010年のエリザベス女王杯ではこのレースで引退となるテイエムプリキュアの横断幕が全部で9枚掲げられていた。
ただし、横断幕は紐を通すことができるハトメ付きの布製のみ可能として、粘着テープ（ガムテープ・養生テープ含む）での貼り付けはもとより、反射材、また紙を素材としたものは使用禁止となっている。これはテープの粘着痕が残る事に加え、強風などによりテープがはがれたり、反射材の光の反射の影響で、馬が驚いたり、パドックや本馬場への進行を妨げる恐れもあるためである。掲示してよい文言（記載してよい言葉）やサイズは競馬場で決められているため、各競馬場や主催者に持ち込みサイズや掲示ルールを確認する必要がある。
競艇やオートレース・競輪なども、各主催者で決められたサイズや応援のメッセージで使える文言などの細かいルールがあるので、確認する必要がある。
なおいずれの場合であっても、特定の人物・団体・企業・人種を差別・誹謗・中傷するような内容の掲示は規制されており、事前の審査が必要な公営競技以外でも、それを掲示した場合にはサポーターに対して横断幕の張り出し禁止や、悪質な場合は特定のサポーターに対する入場禁止などの処分が科される場合がある。
実例として2014年のJリーグ ディビジョン1・3月8日（2節）のサガン鳥栖戦においての浦和レッドダイヤモンズの応援団による「JAPANESE ONLY」の横断幕掲示問題があげられる。この問題を受けてレッズでは、男子トップチーム、レッズレディース（女子部トップチーム）を含むすべてのクラスの公式戦で無期限横断幕張り出し・大旗使用禁止とする自主規制を実施した。（浦和レッズ差別横断幕事件）

### 広告、宣伝、告知
交通に関する情報を広く告知する手段として、橋や歩道橋などに横断幕を掲示する場合が多い。マンションの分譲広告などで用いられる場合は、当該建物の壁面に掲示される場合が多々見受けられる。広告看板の代用として使用されることも多い。近年は安価で通信販売されることが多いので看板製作よりも手軽に作成が可能である。
政治的主張をアピールするために、デモ行進などの際に用いられる。

## 作り方

### 原稿作成方法
近年はPCが普及し、パソコンソフトで原稿を作成する事が、主流になっている。横断幕作成業者はほとんど、アドビシステムズのイラストレータで原稿作成している。これは、専用大型プリンターとの連動が相性が良く、アプリケーションが豊富な為である。
現在は作り方としては、プリンターで出力したものを縫製するものが多い。かつては、綿生地に染め抜きが多かったが、コストが高く、近年では業者が少ない。
用途目的によって、素材を選び、作製方法が違う。

### 近年の制作方法
プリンター出力が主流である。
1. インクが溶剤系のプリンターでターポリン生地への出力が容易になり、インクの耐用年数も2〜5年は耐光性がある。
屋外・屋内向けで全天候型として使用される（ターポリンとは繊維を軟質塩ビでコーティングされた生地である）。海外品も多く出回っているが、日本と海外の規格が違う為、同じ、ターポリンでも異なる物と考えるべきである
理由：国内生産のターポリン生地は国内規格認定のもので、防炎仕様としても認定されているものが多い。海外生産品は認定規格を受けたものが少ないのが現状である
その他にも、白地にカッティングシート（切文字）看板用に使用される塩ビ主体の色付きシートを文字に切り抜いて、貼り付けて使用することもある。ただ、切文字にする場合は、文字が蛍光色で使う場合が多い。プリンターにはインクが（CMYK）で表現されているので　蛍光色を使用できない。注意したいのは、ターポリンには可塑剤が入っているため、一時的には使用できるが、剥がれる現象が起きるので注意したい
2. ポリエステル系の生地にはカッティングシートは使用できない
理由：表面が布の為、滑らかでないので、粘着が弱い
ポリエステル生地系は昇華転写でのプリント/ポンジ/トロピカル/トロマット/ツイル/スウェードといった生地に熱転写する方法がある。シート出力しそれを生地と出力紙に熱を与えインクを昇華させて生地に捺染するが、温度を一定に保たないと、色のムラが出る事がある。少量生産には向いている。
3. ポリエステル生地　品質の問題：
屋内向き/色抜け耐久年1年〜2年（直射日光が当たらない場所で）
4. ダイレクトプリント（熱捺染）/ポリエステル生地に直接プリントして、熱を加えて乾燥させる方法。この手法は、日本よりも韓国の機械が優れていたが、2013年では日本の方が優れた機械が出ている（内容的には時間当たりのプリントが早く、インクも国内メーカーのバルク品も出てきてコストも安く品質も良くなってきた）現状は、韓国や中国生産の価格とも余り金額的に変わらなくなってきた。
また、日本製（国内産）は防炎仕様が日本の第三機関である　日本防炎協会の認定商品を防炎仕様シール付で販売できる。海外生産の物は許認可がおりていないのが現状では、防炎加工を後加工でする場合もあるが、大量数であれば、後からの防炎加工はコスト的には合うが、少量ではコストが合わないのが現状である。
※ポリエステル生地への防炎加工製品は全て、日本防炎協会認定の物でなければ、公共施設・商業施設への掲示は不可となっている。消防庁指導となっている。
防炎仕様としての横断幕を販売しているところで、規模の大きい工場は日本防炎協会認定工場の資格があるところと、認定工場でないところがある。認定工場でないところはポリエステル生地を防炎加工したものでプリントするだけで販売しているところがある。ただ、防炎仕様の内容（日本防炎協会の規格）が変わったときは、その生地は使用できなくなるので、注意したい。故に認定工場のものを購入する方が好ましい
※認定工場として資格を得る為にはそれ相当の設備と責任者を設置しないと認定工場資格を得られないので、規模の小さい生産工場で認定工場として受けているところが殆どないので気をつけたい。認定工場はポリエステル生地を自社工場で防炎協会認定の指定の溶剤を使用して加工している。何が違うかは、第三機関の試験テストで色落ち堅牢や防炎の試験・耐久性・エコ検査基準に合格した物だけが認定工場の資格基準となっている
5. ポリエステル生地　品質の問題：
ダイレクトプリントのメリットは昇華転写よりも色が濃く表現でき、色が裏抜けが良いとされている。色ムラが無く安定している。但し、のぼり旗に使用される　極薄い　ポリエステル生地：ポンジという素材のみ
ポリエステル汎用素材種類：
  - ポンジ：のぼり旗に使用される　薄い生地　裏抜け　70%〜80%　くらい　透けるので文字は反転
  - トロピカル：ポンジより2倍〜3倍厚い感じなので　裏抜けは30%〜40%くらい　透過度　タペストリー　横断幕　使用に向いている
  - トロマット：トロピカルより、2倍〜3倍　裏抜けはしない　大漁旗・横断幕・懸垂幕　に向いている　厚いので丈夫
  - スウェード：トロマットより若干、薄い感じ　表面は光沢があり、高級感があるのが特徴　タペストリー　スタンドバナー　に向いている
  - サテン：　スウェードよりも、もっと　シルク調の光沢があり、超高級感があるのが特徴　タペストリー　スタンドバナーに向いている
  - ツイル：　織り方ちがって、平織りではなく、バイアスに織っている　斜めの織り目が特徴　シワに強い　旗・社旗・ゴールテープに向いている

どれも、ダイレクトプリント　昇華転写でプリントが可能
6. その他　遮光スウェード（両面仕様）もある　詳しくは、何種類かの種類がある。
7. ダイレクトプリントのデメリットは昇華転写よりも色落ちすることがある。海外品（韓国製産・中国製産）のものは、特に水濡れで色落ち（色流れ）するクレームが出るときがある
8. 国内生産でも同じく、水濡れで色落ち（色流れ）のクレームがあるところは、生産工場の規模も小さく、ただ、プリンターでダイレクトプリントを施しての生産・出荷のところが多い。気をつけたい
9. 色落ちがないところは、ダイレクトプリントした後、水洗いの設備で入念に水洗いして乾燥させた物を販売しているところである。相当の設備を持っているところでないと品質にムラがある
※ダイレクトプリントの注意点は夏の暑い車中に折り畳んで、放置すると、色が移りすることがあるので注意したい。ちょうど、昇華転写もダイレクトプリントも180度〜220度Cくらいでインクが気化されて昇華するので、気温が暑いいところには放置しないことを望む
屋内向き/耐久年1年〜2年（直射日光に当たらなければ）
10. その他
  - シルクプリント/ターポリンにシルクプリント
  - ポリエステル生地にシルクプリント
  - 綿生地に染抜き
  - 顔料プリント

等がある。

### 縫製方法
1. ミシン縫いでの縫製方法　
四方を縫製し、強化のために、四方を縫製時にロープを入れて縫製する方法がある。
四方をロープを織り込んで縫い込み補強する方法もある。大きいサイズには補強効果的である。
2. ターポリンであれば、高周波を使った、ウェルダー加工がある。熱蒸着のように高周波を照射し溶かして縫製する方法である。
3. 袋縫い加工もある
袋縫い加工とは、棒状を通す、ループを作って縫いこむ縫製方法である。

### ハトメ加工
ハトメ加工は、ポンチで穴を開け、ハトメ凸と凹とをカシメることである。素材は真鍮/アルミ/ステンレス/スチール等が主流。

## その他
英語ではBannerと言うが、日本語で言う外来語のバナーは、インターネットでリンク先を絵で示す横長の画像としての意味であり、横断幕がバナーと呼ばれるのは稀である。

## ギャラリー

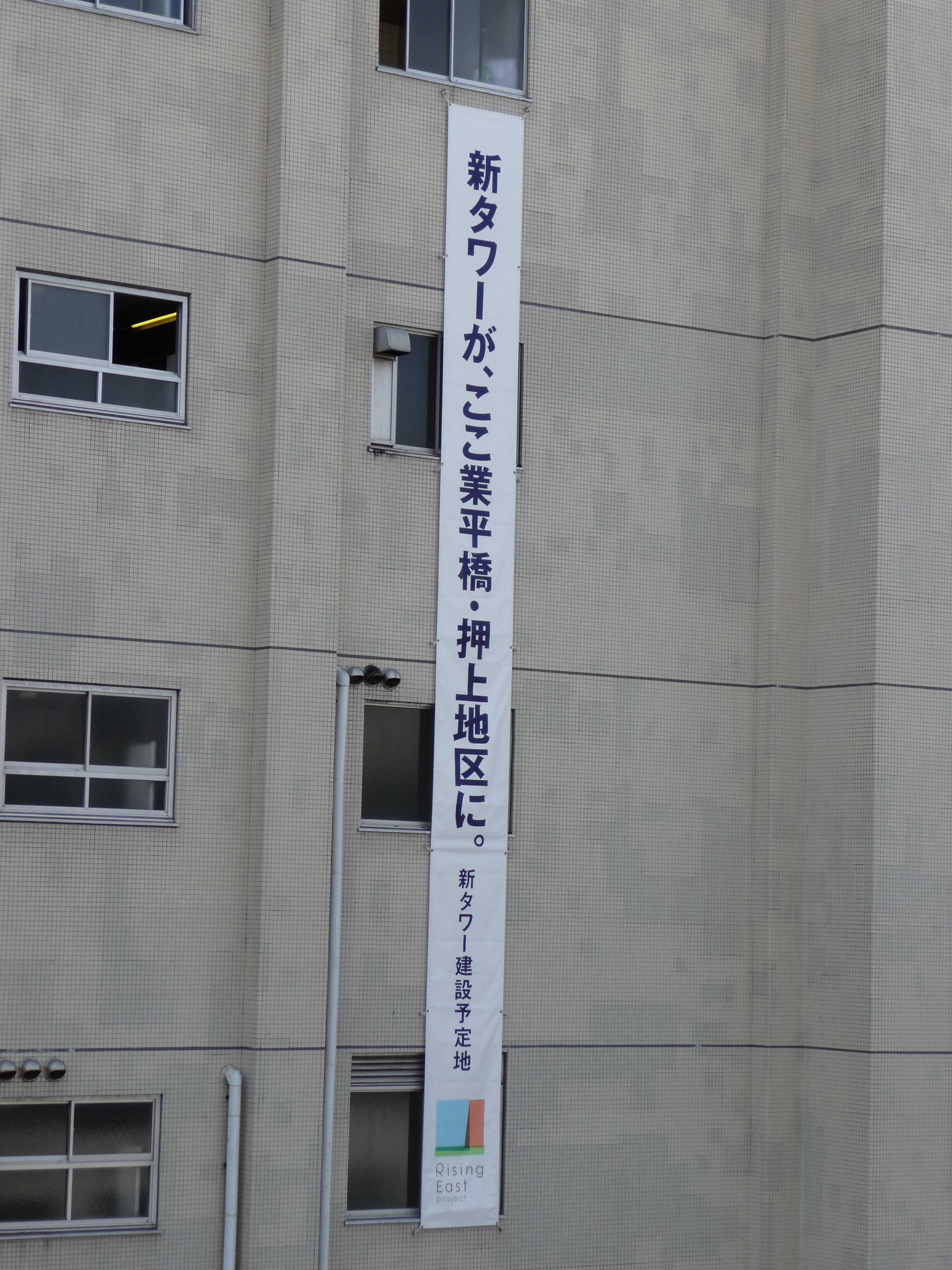
懸垂幕 新タワー (東京スカイツリー) 予定地 2008年4月
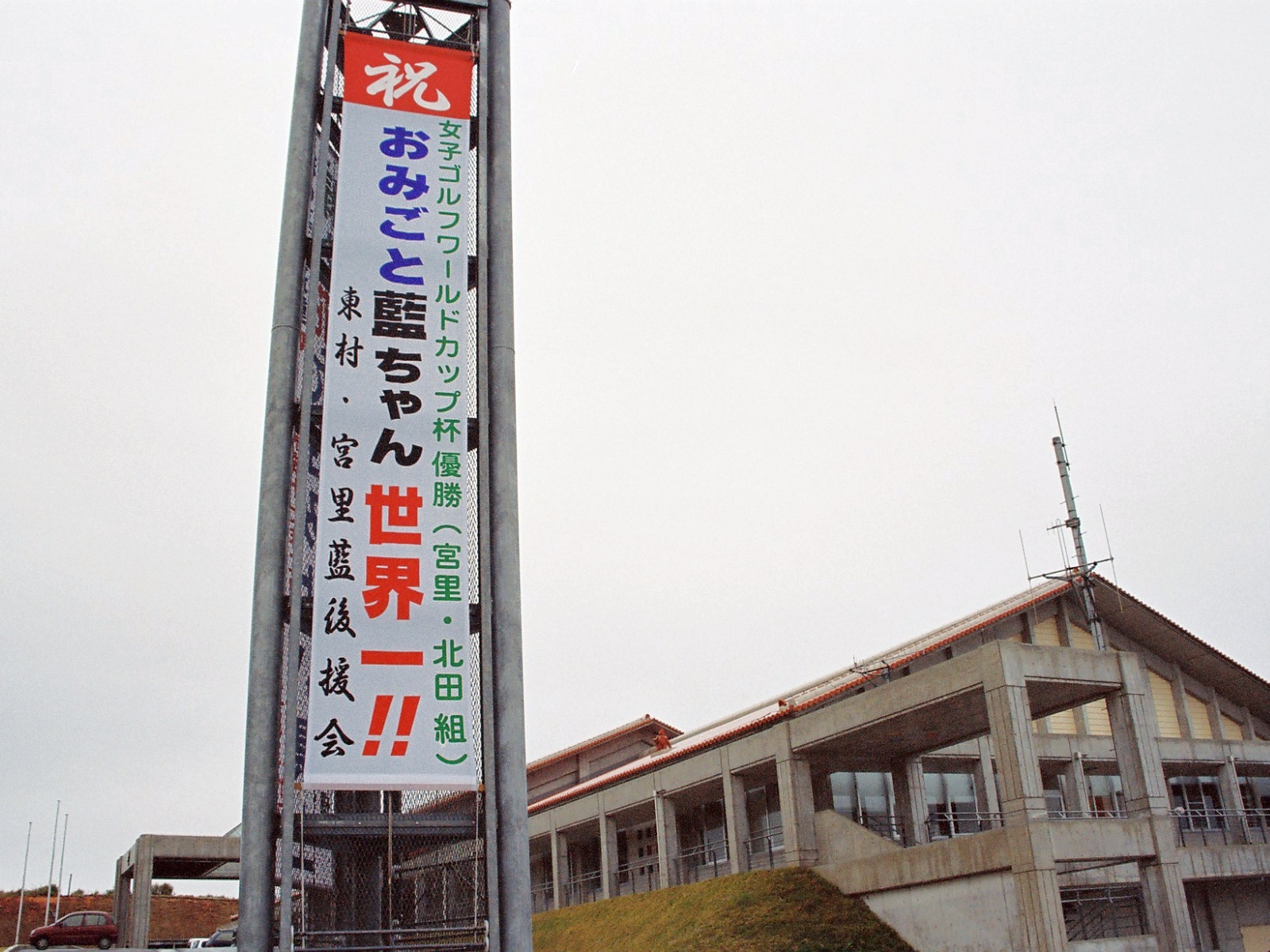
懸垂幕
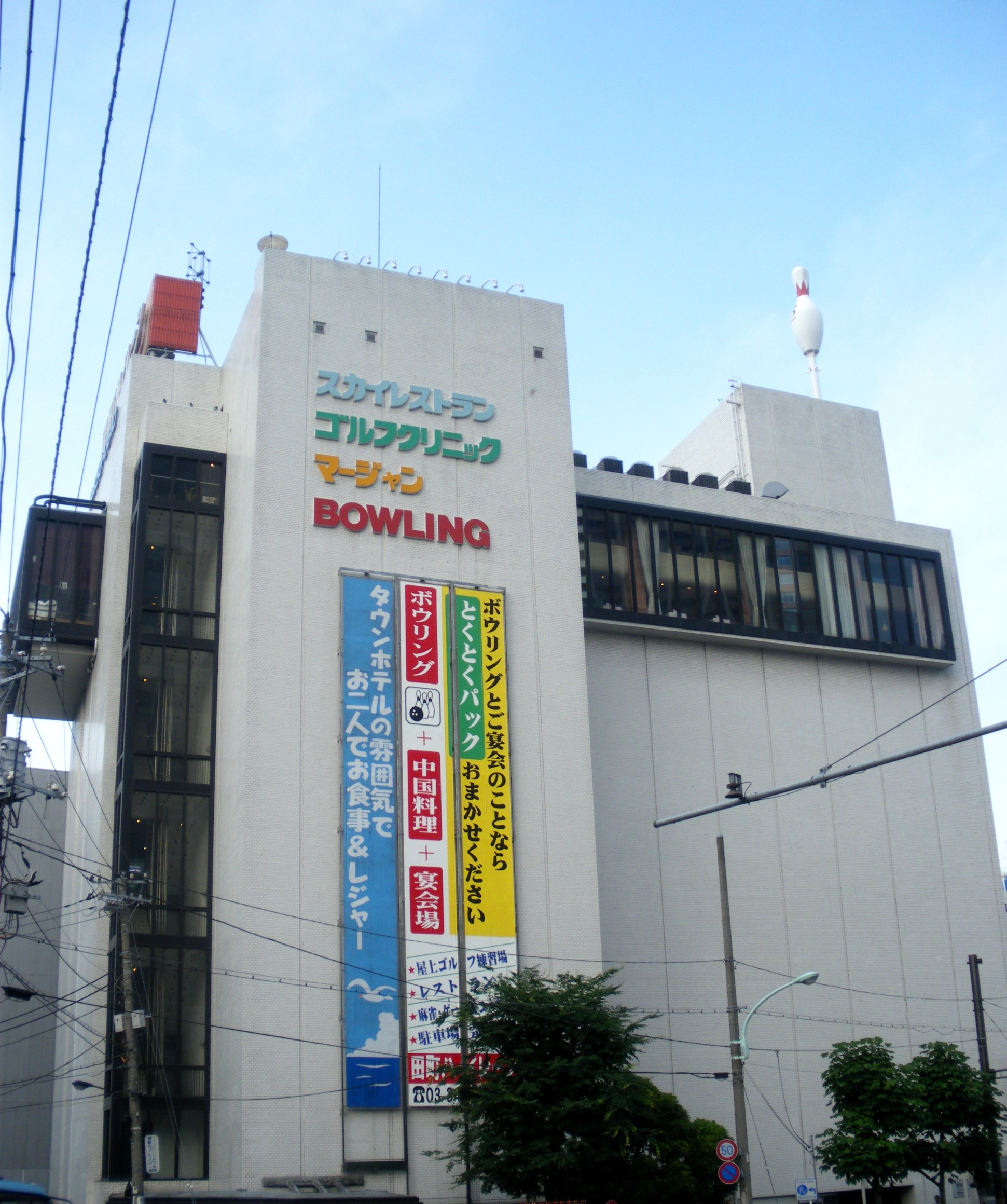
懸垂幕